# 42 Mártires de Amorio
Los 42 Mártires de Amorio (en griego: οἰ ἅγιοι μβ′ μάρτυρες τοῦ Ἀμορίου) fueron un grupo de oficiales y altos funcionarios romanos que fueron tomados prisioneros por el Califato abasí durante el  saqueo de Amorio en el año 838. En 845, fueron ejecutados por rehusarse a convertirse al islam. La Iglesia ortodoxa los conmemora el día 6 de marzo.

## Acontecimientos
En 838, el califa abasí al-Mu'tasim dirigió una campaña a gran escala contra el Imperio romano, que culminó en el saqueo de la ciudad de Amorio, la capital del Thema anatólico y sitio de nacimiento de la entonces reinante dinastía amoriana.
Tras el saqueo, 42 oficiales y ciudadanos nobles de Amorio fueron tomados como rehenes a Samarra, la entonces capital del Califato abasí. Repetidos esfuerzos por el emperador romano Teófilo, y tras su muerte en 842, por Miguel III y la emperatriz regente Teodora de pagar un rescate fueron denegados por los califas. Tras negarse a aceptar el Islam, los 42 prisioneros romanos fueron ejecutados en Samarra el 6 de marzo de 845. Sólo se conocen los nombres de algunos de los 42 mártires.
- Teodoro Krateros, un eunuco de la corte, y posiblemente strategos del Thema Bucelario, considerado como el dirigente de los 42 en los textos hagiográficos.[3]
- El patrikios Aetios, strategos del Thema anatólico.[4]
- El patrikios Teófilo, de otro modo desconocido.[5]
- El magistros Constantino Baboutzikos, marido de la hermana de la emperatriz Teodora y aparentemente el prisionero de rango más alto. Constantino fue la primera persona a la que se le propuso convertirse al islam, y posiblemente también el primero en ser ejecutado después de negarse .[6]
- Bassoes, identificado como "corredor", de otra manera desconocido.[7]
- Kallistos, posiblemente un miembro de la familia Melisenos. Un oscuro patrikios y tourmarches según los cronistas, a Kallistos le fue creada una extensa biografía por las hagiografías, donde se cuenta que ascendió de spatharios a komes del Scholai, y finalmente a doux de Koloneia, antes de ser tomado prisionero por soldados paulicianos bajo su comando, y entregado a los abasíes, quienes le colocaron entre los cautivos de Amorio.[8]
- Constantino, secretario (notarios o hypographeus) de Constantino Baboutzikos.[9]

## Hagiografía y veneración
La hagiografía de los 42 fue escrita por el monje Euodios poco después de los sucesos. Euodios utilizó el destino de los prisioneros y el saqueo de Amorio como una acusación y una prueba de retribución divina contra la re-adopción de la iconoclasia por el emperador Teófilo. La narrativa contiene mayoritariamente discusiones teológicas entre los inquebrantables prisioneros y varias personas—desertores romanos, oficiales musulmanes, etc.—enviados para convencerlos de convertirse durante su encarcelamiento de siete años. La ejecución fue llevada a cabo por esclavos etíopes a orillas del Éufrates. La hagiografía de Euodios es «el último ejemplo en el género de martirio colectivo» y fue ampliamente difundida, con múltiples variaciones de la leyenda de los 42 mártires siendo mencionados por autores posteriores.
El día de conmemoración de los 42 mártires es el 6 de marzo, el día de su ejecución. Las representaciones pictóricas de los 42 son raras en el arte romano oriental, a diferencia de sus equivalentes, los 40 mártires de Sebaste; cuando son retratados, son representados simplemente como un grupo de oficiales que llevan el atuendo de la corte.